# إبراهيم العموش
إبراهيم عطا خليل العموش (1 فبراير 1961 -)، قانوني وسياسي أردني. شغل منصب وزير العمل في حكومة سمير الرفاعي الأولى، ووزير دولة لشؤون رئاسة الوزراء والشؤون القانونية في أول تعديل لحكومة سمير الرفاعي، ووزير دولة لشؤون رئاسة الوزراء في حكومة سمير الرفاعي الثانية ومن ثم إستلم حقيبة وزارة العدل كوزير للعدل في التعديل الأول لحكومة معروف البخيت سنة الــ (2011).
تم تعيينه عضواً في محكمة التحكيم الدولية لاهاي عام 2014.
وهو مالك ومؤسس مكتب العموش للمحاماة والتحكيم الذي تأسس عام 2000 وهو مكتب معروف بخبرته القانونية في مجال القانون التجاري و التحكيم والشركات والقانون المدني.

## حياته العلمية
- دكتوراة في القانون التجاري / شركات من جامعة ادنبره / بريطانيا عام 1992.
- ماجستير في القانون الخاص من جامعة ادنبره / بريطانيا عام 1989
- دبلوم عالي من الجامعة الأردنية بمرتبة الشرف الأولى عام 1986
- بكالوريوس في الحقوق من الجامعة الأردنية بمرتبة الشرف الأولى عام 1984.[4]

## أهم المناصب التي شغلها
- 1992-2002 عضو هيئة التدريس في كلية الحقوق / الجامعة الأردنية.[5]
- 1994 عضو نقابة المحامين الأردنيين ومحامي مزاول
- محامي ومستشار قانوني للعديد من الشركات الاستثمارية المحلية والاجنبية والمؤسسات العامة
- 1994-1995 مساعد عميد كلية الحقوق / الجامعة الأردنية
- 1996-1997 رئيس قسم القانون الخاص/ الجامعة الأردنية
- عضو مجلس إدارة العديد من الشركات المساهمة العامة
- عضو هيئة الوحدة الاستثمارية للضمان الاجتماعي
- 2007 عضو هيئة مكافحة الفساد
- عضو سابق في مجلس إدارة في البنك المركزي
- 2009 - 2010 وزير العمل
- 2009 - 2010 رئيس مجلس مؤسسة الضمان الاجتماعي
- 2010 - 2010 وزير دولة لشؤون رئاسة الوزراء والشؤون القانونية
- 2010 - 2011 وزير دولة لشؤون رئاسة الوزراء
- 2011-2011 وزير العدل
- 2014- حاليا عضو محكمة التحكيم الدولية الدائمة - لاهاي
- عضو في المجلس الاقتصادي والاجتماعي